# Knut Urban

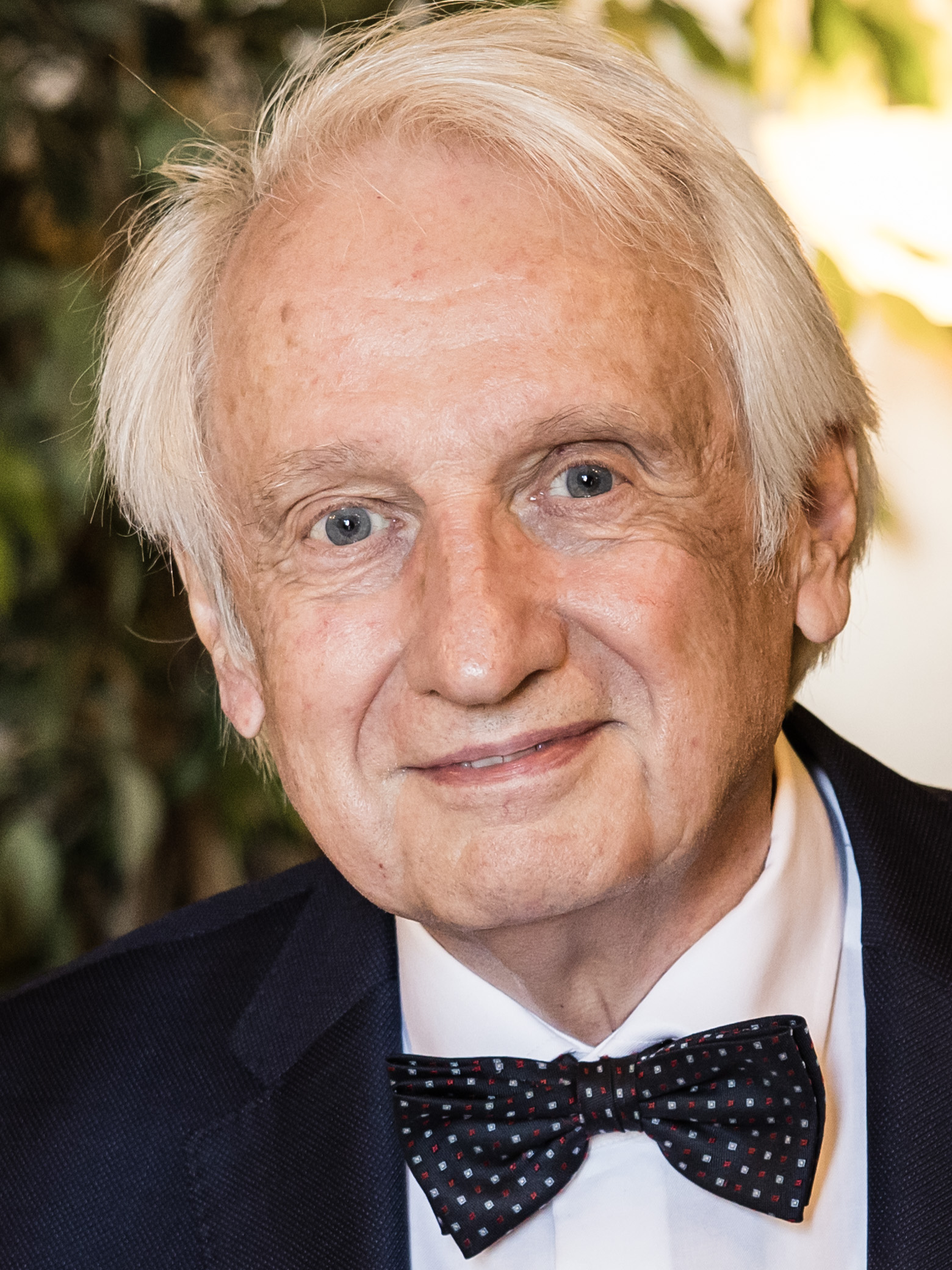
Knut Urban (2022)

Knut Urban (* 25. Juni 1941 in Stuttgart) ist ein deutscher Physiker. Er war von 1987 bis 2010 Direktor des Instituts für Mikrostrukturforschung des Forschungszentrums Jülich. Er ist für seine Arbeiten zur Elektronenmikroskopie bekannt und erhielt zusammen mit Harald Rose und Maximilian Haider den Wolf-Preis für Physik.
Der Schwerpunkt der Forschungsarbeiten von Knut Urban liegt im Bereich der aberrationskorrigierten Transmissionselektronenmikroskopie sowohl mit Bezug auf instrumentelle Weiterentwicklungen als auch auf Steuersoftware sowie in der Untersuchung struktureller Defekten in Oxiden und der physikalischen Eigenschaften komplexer metallischer Legierungen. Hinzu kommen Arbeiten über Josephson-Effekte in Hochtemperatursupraleitern und deren Anwendung für SQUID-Systeme und Magnetometer sowie Arbeiten zur Anwendung Hilbert-transformationsspektroskopischer Verfahren zur Untersuchung von Giga- und Terahertz-Anregungen in Festkörpern, Flüssigkeiten und Gasen.
Neben seiner Tätigkeit am Forschungszentrum Jülich hatte er bis zu seiner Pensionierung eine Professur für Experimentalphysik an der Rheinisch-Westfälischen Technischen Hochschule (RWTH) Aachen inne.

## Biografie
Urban studierte Physik an der Universität Stuttgart und promovierte 1972 mit einer Dissertation über das Thema „Untersuchung der Elektronenstrahlenschädigung in einem Hochspannungselektronenmikroskop bei tiefen Temperaturen“. Anschließend forschte er bis 1986 am Max-Planck-Institut für Metallforschung. Dort war unter anderem mit dem Aufbau eines 1,2 MV Hochspannungsmikroskoplaboratoriums sowie mit Untersuchungen zur Anisotropie der Atomverlagerungsenergie in Kristallen und zur bestrahlungsinduzierte Diffusion befasst. 1986 wurde er zum Professor für Allgemeine Werkstoffeigenschaften im Institut für Werkstoffwissenschaften an der Universität Erlangen-Nürnberg ernannt. Urban wurde 1987 auf einen Lehrstuhl für Experimentalphysik an der Rheinisch-Westfälischen Technischen Hochschule Aachen berufen sowie zeitgleich zum Direktor des Instituts für Mikrostrukturforschung im Forschungszentrum Jülich ernannt. Von 1996 bis 1997 war er als Gastprofessor am Institute for Advanced Materials Processing der Tohoku University in Sendai (Japan) tätig. Mit Gründung des Ernst Ruska-Centrums für Mikroskopie und Spektroskopie mit Elektronen (ER-C) als gemeinsamer Kompetenzplattform des Forschungszentrums Jülich und der RWTH Aachen als nationales Nutzerzentrum auf dem Gebiet der hochauflösenden Elektronenmikroskopie wurde Urban im Jahr 2004 zu einem der beiden Direktoren dieses Zentrums ernannt.
Von 2004 bis 2006 war er Präsident der Deutschen Physikalischen Gesellschaft (DPG). Er ist Mitglied verschiedener Beiräte, Kuratorien und Senatsausschüsse von wissenschaftlichen Einrichtungen.
2009 wurde Knut Urban in die Nordrhein-Westfälische Akademie der Wissenschaften und der Künste gewählt.
Im Jahr 2010 ist er in Ruhestand gegangen und wurde Anfang 2012 zum JARA-Seniorprofessor an der RWTH Aachen ernannt.
Knut Urban ist verheiratet und hat drei Töchter.

## Preise und Ehrungen
- Acta-Metallurgica Award, 1986
- Carl-Wagner-Preis, 1986
- Forschungspreis der Japan Society for the Promotion of Science, 1996
- Heyn-Denkmünze der Deutschen Gesellschaft für Materialkunde, 1999
- Medaille für naturwissenschaftliche Publizistik der Deutschen Physikalischen Gesellschaft, 2000
- Ehrenmitglied der Materials Research Society of India, 2000
- Gastprofessor auf Lebenszeit an der Wuhan University (China), 2001
- Von Hippel Award der Materials Research Society (MRS), 2006
- Ehrenmitglied der US Materials Research Society (MRS), 2006
- Karl Heinz Beckurts-Preis für Innovation, 2006
- Honda-Award for Ecotechnology (Honda Foundation), 2008[3]
- Honorary Professor Jiaotong-Universität Xi’an in Xi’an (China), 2009
- Wolf-Preis 2011 für Physik[4]
- JARA-Seniorprofessor, 2012[5]
- Ehrenmitglied der Deutschen Gesellschaft für Elektronenmikroskopie, 2012
- BBVA Foundation Frontiers of Knowledge Award for Basic Sciences, 2013
- Honorary Member Japanese Institute of Metals and Materials, 2014
- Japan National Institute of Materials Science Award, 2015[6]
- Ehrenmitglied der Deutschen Physikalischen Gesellschaft, 2015
- Doctor honoris causa, Tel Aviv University, 2018
- Kavli-Preis für Nanowissenschaften, 2020
- Aufnahme in die Norwegian Academy of Science and Letters als ausländisches Mitglied, 2020